# Буки (селище)
Буки́ — селище в Україні, в Уманському районі Черкаської області, адміністративний центр Буцької селищної громади. Розташоване на скелястих берегах річки Гірський Тікич за 20 км на північний схід від селища Маньківка та за 25 км від станції Поташ. Населення становить 1 753 особи (станом на 1 січня 2021 р.).

## Історія
Можна впевнено стверджувати, що Буки відіграли важливу роль у постанні Уманщини, як окремого історичного регіону. Буки були чи не першою сталою осадою в цьому краю, з якого розпочалася його колонізація та сталий розвиток.
Тисячі років води Грського Тікича точили тут граніти протерозойського еону, доки не утворили вельми мальовничий каньйон з крутими схилами — заввишки понад 25 метрів і водоспадом «Вир».
Територія, на якій розташовані сучасні Буки, була заселена давно. Про це свідчать виявлені тут залишки поселень трипільської та черняхівської культур.
При в'їзді в Буки з боку Крачківки на лівому березі річки знайдено сліди городища, позначеного на карті інженера Боплана першої половини XVII століття.

Це засвідчує архівний документ, направлений у імператорську археологічну комісію в 1834 році та знайдений у фонді дослідника Антоновича: 
|  | Честь имею довести до сведения Комиссии, что во время производства раскопок у села Буки я осмотрел находящийся в этомъ селе каменный истукан. Он стоит на левом берегу реки, у подножья холма. Он имеет историческую ценность и его направляю для исследования. |

### Назва
Назва походить від забутого значення слова «бук» — водяна піна, бурління річкового порога. Йдеться про буки на порогах річки Гірський Тікич.
Нетривалий час в перші роки стосовно Буків вживалася ще паралельна назва Струсьгород, прийнята за тогочасною традицією.

### 15—16 століття
До власне виникнення Буків ці землі перебували у власності нащадків браславських земян Звинигородців (чи Козаків-Звинигородців) і знаходилися на терені малозалюдненої Звенигородщини неподалік Чорного шляху. Існує, втім, певна вказівка на те, що через Буки чи в безпосередній близькості до них раніше існувала старовинна дорога на Звенигород та Черкаси, а можливо і певне поселення. Досить імовірно, саме тут у серпні 1411 року міг проїжджати король Польщі Володислав ІІ Ягайло.

### 17 століття
Засновником Буків слід вважати або місцевого землевласника Федора Богдановича Базановича-Козака-Звинигородця, або брацлавського старосту Єжи (Юрія) Струся.
Сучасне поселення відоме як містечко, починаючи з 1601 року («згадки» 1515 та 1592 років, посилання на які часто можна зустріти, є, на жаль, сфальсифікованими та неісторичними). У серпні 1601 року загін князя Януша Острозького пограбував пасіки біля Буків (можливо, в районі сучасних Кищенців): забрав 860 вуликів та інше майно підданих Єжи Струса.
Після зведення на початку XVII століття невеликого замку в Буках, прилеглий до нього край (переважно межиріччя Тікича й Конели) певний час носив назву «Буцький ґрунт». Цей замочок, вочевидь, мав на меті контролювати юридичні межі з Білоцерківським староством на лівому березі Тікича та встановити контроль над прикордонним регіоном (1601—1606 рр. Буцький ґрунт зазнавав наїздів коругв князя О. Острозького та С. Йордана). Обіймаючи в цей час поважну посаду брацлавського, вінницького, звенигородського старости Є. Струсь збільшив свої володіння. Після нього 1609 року Буки отримала у спадок дочка останнього — Гелена, а невдовзі — її сестра, кам'янецька старостина Ельжбета зі Струсів Каліновська. В перші роки населення Буків збільшувалося, зокрема, за рахунок втеч з інших маєтків Брацлавщини, як наприклад 1617 р.
Буки вперше показані на мапі К. Радзивілла 1613 року. У 1629 році у містечку Е. Каліновської налічувалось 317 димів.
В 1638 році чернігівський воєвода Марцін (Мартин) Калиновський за 119 тисяч золотих здав в оренду на 3 роки гданському купцеві містечка Буки, Іваньки, Маньківку, Мошурів та місто Умань, з правом виробляти поташ, селітру і смольчугу.
У період Визвольної війни 1648—1657 років у поселенні стояла Буцька козацька сотня з 219 козаків, тут відбулося об'єднання розрізнених козацьких військ Уманщини, які стали під знамена гетьмана Богдана Хмельницького.
В подальші часи, внаслідок численних нападів, татари повністю зруйнували Буцьку фортецю, а містечко зазнало майже спустошення. В 1664 році в Буках налічувалося лише 40 дворів і 2 млини. Є підстави міркувати, що по знищенні Умані 1674 року ватага колишніх мешканців Буків, очолюваних уманським полковником Микитою Сененком (походив з Буків), переселилася до містечка Мурафи Охтирського полку (нині — Харківська область).
1686 року «Буків» згадується серед татарських кочовищ та пасік.

### 18 століття
В перші роки 18 століття в Буках поновилося життя заходами уманського сотника Василя Лукомського. У 1718 році на місці церкви, спаленої татарами, закладена православним уманським протопопом Федором Лукомським церква Успіння Божої Матері. Невдовзі Буки перешли у власність Потоцьких.
У 1768 році в містечку налічувалося 125 господарств, у 1783 — 230 господарств, 428 чоловіків і жінок.
Лаврентій Похилевич так писав про Буки: 
|  | Местечко при реке Тикичь, в 12 верстах от Иваньки, тянется со своим предместьем Антоновкою вдоль реки Тикича на пространстве 3-х верст. Берега Тикича образуют отвесные живописные скалы; самая речка быстро струится между гранитными массами, составляющими ее ложе. Сероватый гнейсо-гранит находится массами среди красного гранита. Через Тикич сделана каменная плотина, при которой построены крупчатые мельницы. Чрез местечко пролегает транзитная дорога к Звенигородке в Липовецкий уезд. Буки считались местечком еще в прошлом веке, имели магистрат и Актовые книги. В настоящее время жителей в нем обоего пола с предместьем Антоновкою: православных 1589, римських католиков и раскольников 12, евреев 1532; земли - 5550 десятин. Церковь в самом местечке Успенская, деревянная, 7-го класса, земли имеет 71 десятину, построена 1772 года. В предместье Антоновки церковь Параскеевская, деревянная, 6-го класса; земли имеет 36 десятин, построена 1781 года. |

1781 року млин в Буках замалював художник Жан-Анрі Мюнц.

### 19 століття
Початок 19 століття характерний частою зміною власників містечка. В 40-х роках власником буцького маєтку став князь Александер Любомирський, який у 1857 році до Буків приєднав і село Антонівку. На той час в обох населених пунктах було 496 дворів, в яких мешкало 3117 чоловік.
1866 року Буки стали волосним центром. Це прискорило їх зростання. Так у 1870 році тут вже було 527 дворів, діяло 6 водяних млинів.
Наприкінці 19 століття містечко було вже досить людним з населенням 3747 осіб. Головними заняттями було землеробство і торгівля. Тут зосереджувався один з центрів хлібної торгівлі Київської губернії. Щовівторка в центрі відбувалися базари. У Буках діяла церква, два молитовних єврейських будинки, поштове відділення.

### 20 століття
У 1905 році містечко Буки відносилося до Русалівської волості Уманського повіту Київської губернії. У землекористуванні населення було 965 десятин, дворів на той час було 570. Того ж року в селі відкрито земську початкову школу, у якій два вчителі навчали 60 дітей.
В липні 1907 року в містечку відбулися селянські заворушення, приводом яких стало вбивство племінником поміщика Адольфа Дзевановського селянки М. Гончарової. Кілька сотень обурених селян напали на економію, спалили панський будинок. Виступ було жорстоко придушено, а селяни Гнат і Самсон Карпенки, Маркіян Дяченко та Харлампій Драган засуджені до 8 місяців тюремного ув'язнення з позбавленням усіх прав.
У 1912 році в містечку зведено нове приміщення і відкрито двокласну земську школу, де навчалося 100 хлопчиків і 25 дівчаток.
У 1913 році в містечку мешкало 3747 осіб; діяло 3 синагоги, двокласне училище та церковноприходська школа. Продажем та виробництвом товарів і наданням послуг займалося: 13 магазинів «Бакалія», 2 — залізо-скоб'яні, 2 — лісові склади, 2 магазини — шкіряні товари, 14 — мануфактур, 1 магазин — швейні машинки, 2 магазини — борошно.
Ярмарки в містечку проходили щовівторка. До послуг населення були — земська лікарня, аптека й два магазини з реалізації аптечних товарів.

#### Українські визвольні змагання
10 березня 1918 року містечко зайняли австро-німецькі війська, а в грудні того ж року в селі була встановлена влада Директорії.
22 березня 1919 року владу знову захопили  більшовики. У серпні того ж року селом опанувала Добровольча армія генерала Денікіна, владу яких в кінці року знову змінили «червоні».
В жовтні 1920 року до містечка ввійшов загін отамана Дмитра Цвітковського, який 20 грудня був знищений кіннотою під командуванням Григорія Котовського. В містечку надовго встановилась більшовицька влада.

#### Перші роки радянської влади
Після адміністративно-територіальної реформи 1923 року Буки віднесено до категорії села і стали центром Буцького району.
Навесні 1929 року в Буках організовано колгосп «Червоний партизан», який спочатку об'єднував 80 бідняцько-середняцьких дворів. В 1930 році тут створюється друге господарство — колгосп ім. В. І. Леніна, а в 1931-му — колгосп ім. Фрунзе, розміщений на хуторі Павлопіль. На початку 1933-го всі три господарства об'єдналися в один — ім. Леніна. Його очолив А. Д. Підопригора. За артіллю було закріплено понад 2 тисяч га землі, вона мала кілька молотарок і близько ста робочих коней.
6 листопада 1929 року ввійшла до ладу Буцька сільська гідроелектростанція ім. Г. І. Петровського, споруджена за планом ГОЕЛРО, що дала струм до Буків, Антонівки, Маньківки, Кислина та Нової Греблі (див. також Малі ГЕС України).
В 1928 році відкрито семирічну, а в 1934-му середню школи. На той час в селі діяв будинок культури, бібліотека, дитячий садок, аптека, лікарня.
За роки довоєнних п'ятирічок побудовано приміщення тваринницької свиноферми, механізованої майстерні, зерносховища, зернофуражного магазину, колгоспної кузні. В 1940 році Буцька МТС мала 102 трактори, 42 комбайни та багато інших сільськогосподарських машин.
Під час Голодомору 1932—1933 років, тільки за офіційними даними, від голоду померло 80 мешканців селища.

#### Друга світова війна
14 липня 1941 року нацисти захопили Буки, але зустрівши опір Червоної армії відступили. 22 липня, після жорстоких боїв, село знову опинилося в руках німців.
Під час окупації місцева лікарня стала конюшнею, а середня школа в'язницею.
6 березня 1944 року село зайняла 11-а гвардійська окрема танкова бригада. Внаслідок воєнних дій були зруйновані Буцька МТС, будинок райвиконкому, маслозавод, дитячі ясла, приміщення редакції газети «Ленінський шлях», 35 житлових будинків.
За мужність і відвагу 193 мешканці села нагороджені орденами і медалями СРСР.

#### Післявоєнні роки
Протягом 1945 року відремонтовано сільський клуб, почав працювати радіовузол, дала струм Буцька ГЕС, відбудовано міст через Гірський Тікич.
У 1955 році встановлено три обеліски Слави односельцям, які віддали життя на фронтах Другої світової війни.
12 липня 1958 року об'єднано села Буки і Антонівка, а їх колгоспи — в господарство «Пам'ять Леніна», за яким було закріплено 3450,6 га сільськогосподарських угідь, в тому числі 3187,1 га орної землі.
У 1961 році відкрито нове приміщення школи. У 1963 році почало діяльність відділення «Сільгосптехніки».
1969-й рік: відкрито нове приміщення для бібліотеки; розпочала трансляцію телепередач Буцька ретрансляційна телевізійна станція висотою 150 метрів, пізніше добудували до 237 метрів.
У 1970 році засновано підприємство «Міжколгоспбуд».
У 1977 році в селищі біля контори колгоспу встановлено пам'ятник першому голові цього господарства А. Д. Підопригорі. 1 вересня цього ж року здано в експлуатацію приміщення двоповерхової середньої школи; розпочато будівництво нового моста через Гірський Тікич.

## Пам'ятки
- Буцький каньйон
- Водоспад Вир — найглибше місце в межах Буків.
- Також деякі каміння на річці мають свої назви: Бегемот, Роман і Романиха, Розбите Серце, Золота рибка. Найбільший з них Радіон, це плоский камінь, яких повільно опускається під воду, загальною площею приблизно 25-30 квадратних метрів.

## Відомі люди
- Удіна Тамара Олексіївна — український історик, мистецтвознавець, педагог, художник, діячка культури.

## Галерея

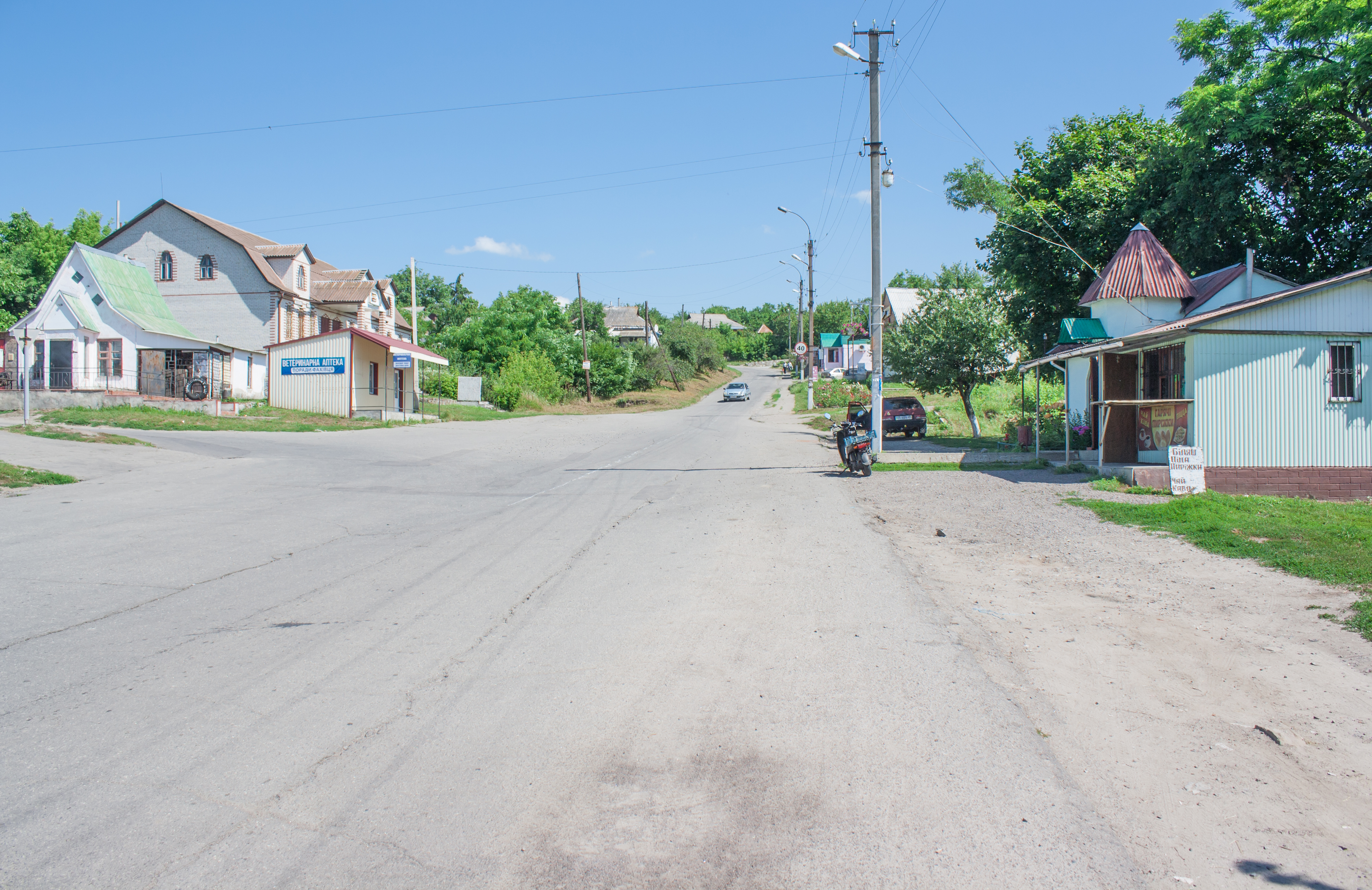
Вулиця Центральна
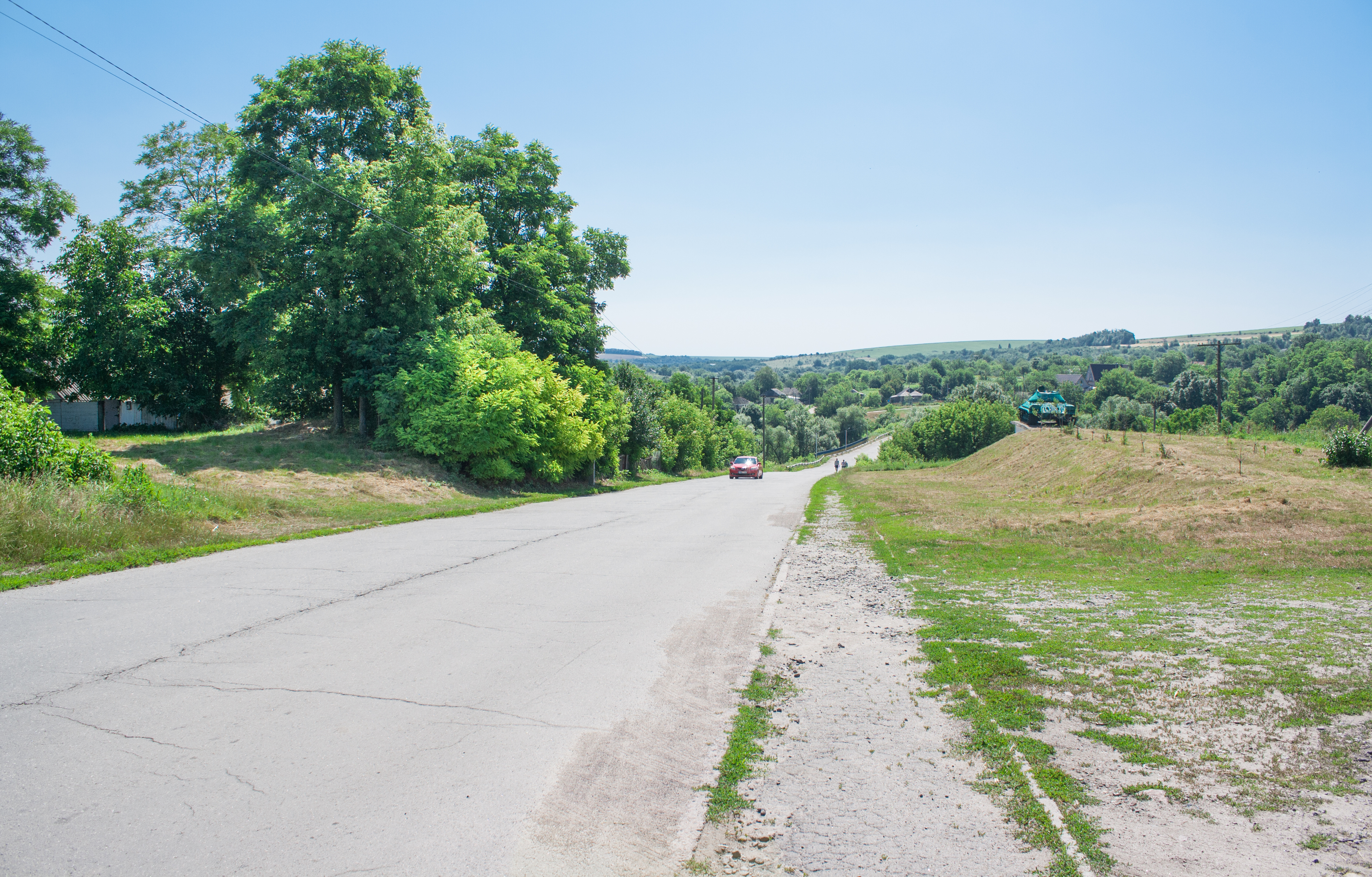
Автошлях Т 24-06
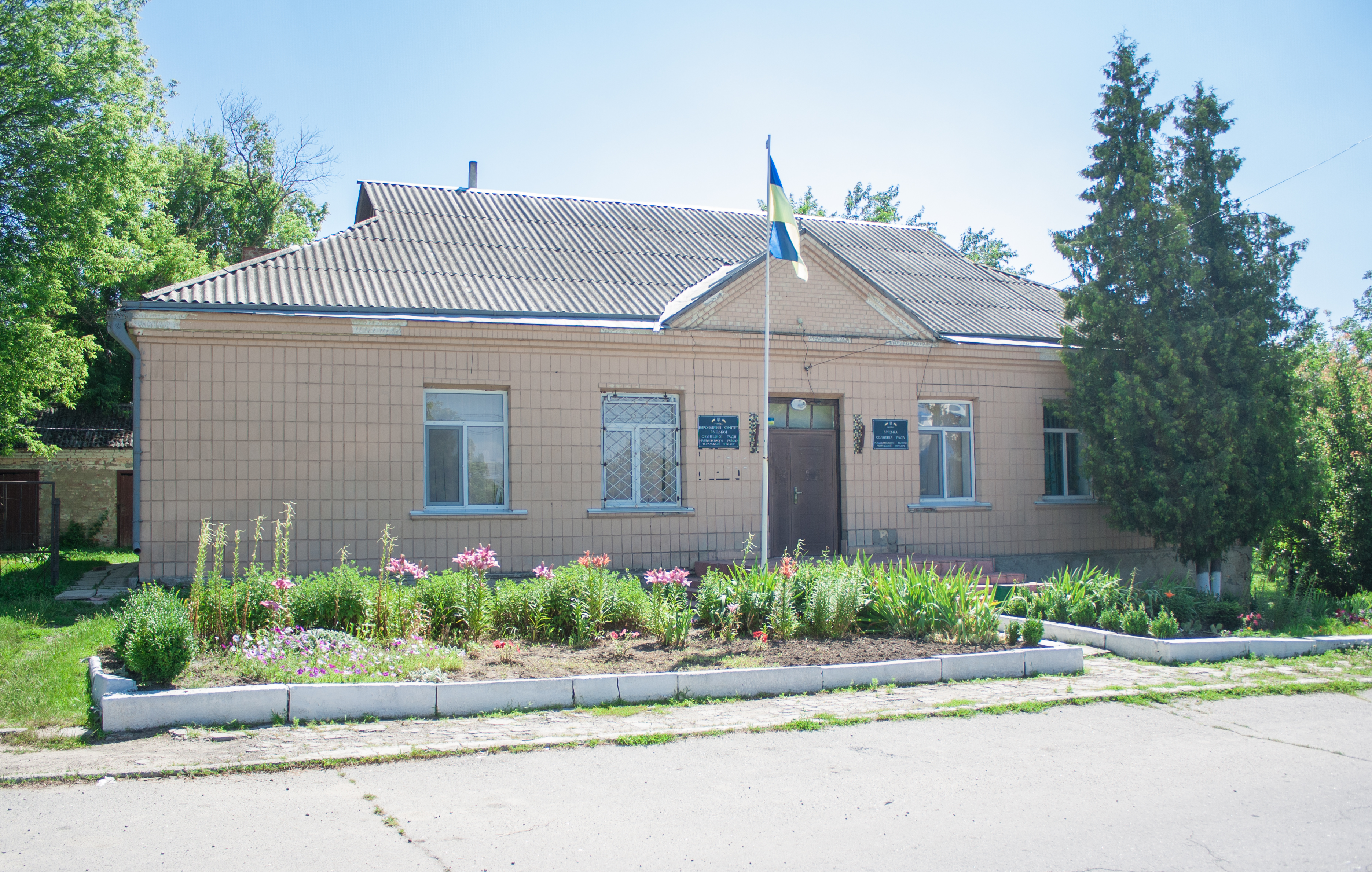
Селищна рада
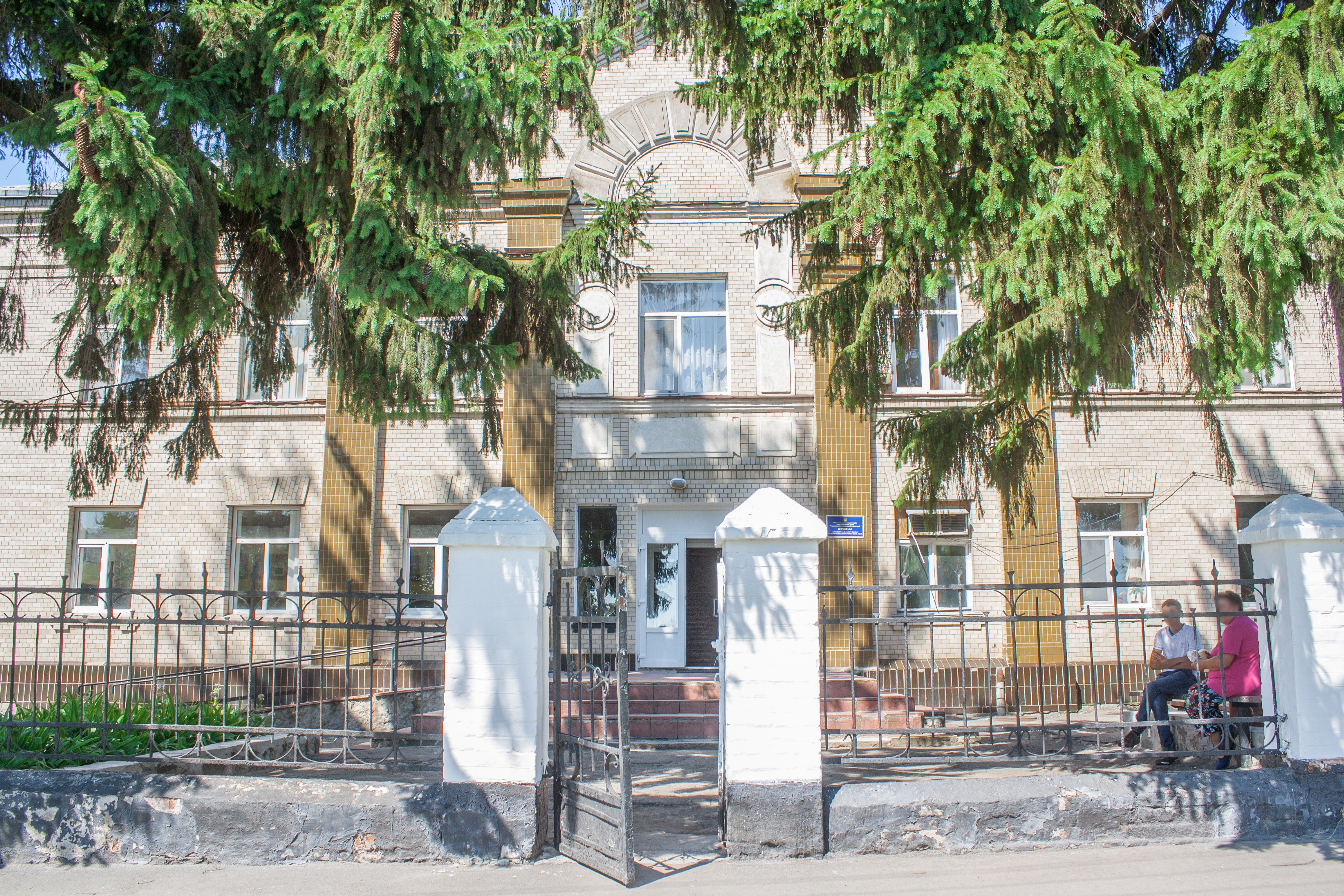
Політехнічний професійний ліцей (корпус №1)
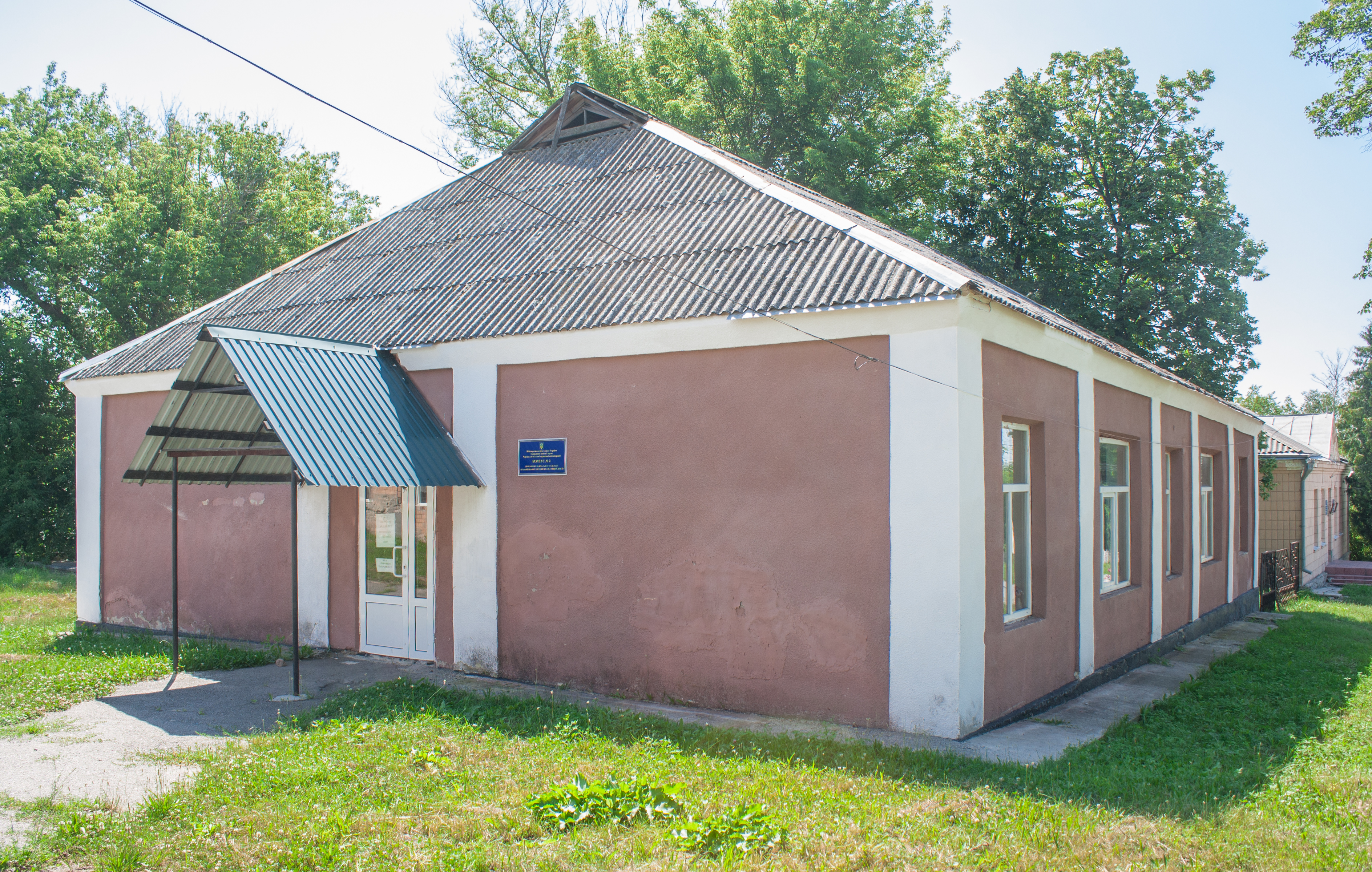
Політехнічний професійний ліцей (корпус №2)
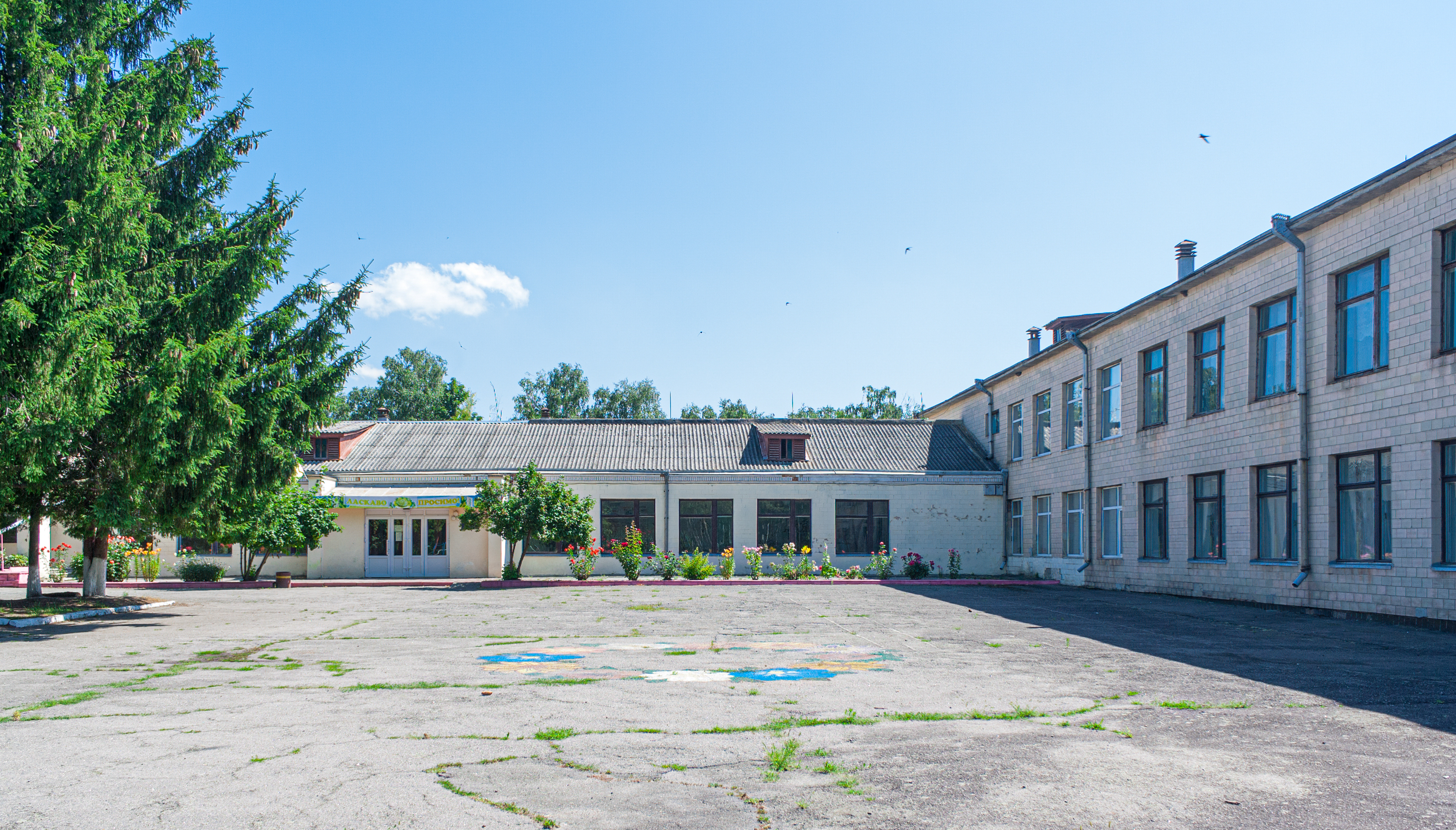
Школа
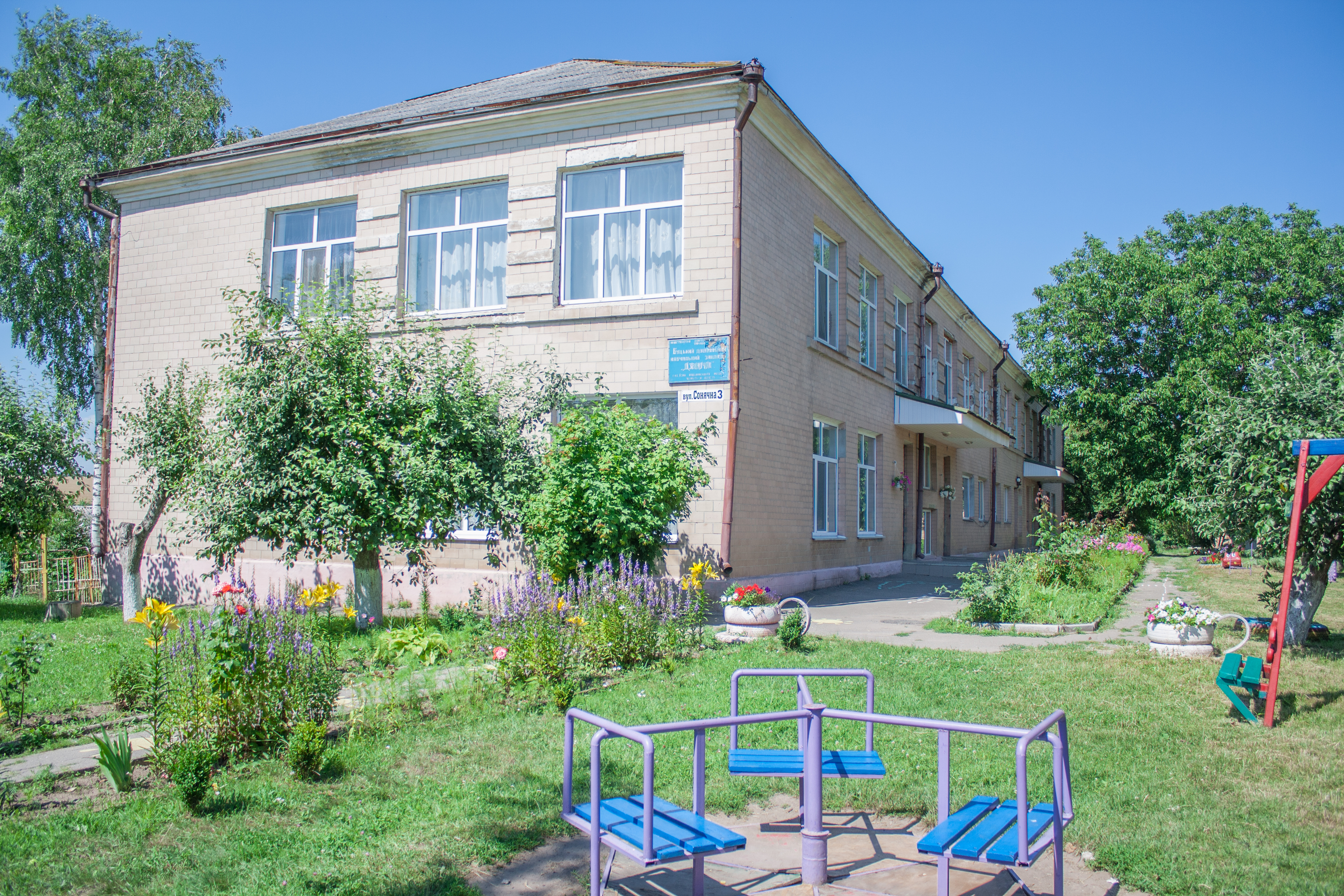
Дитсадок
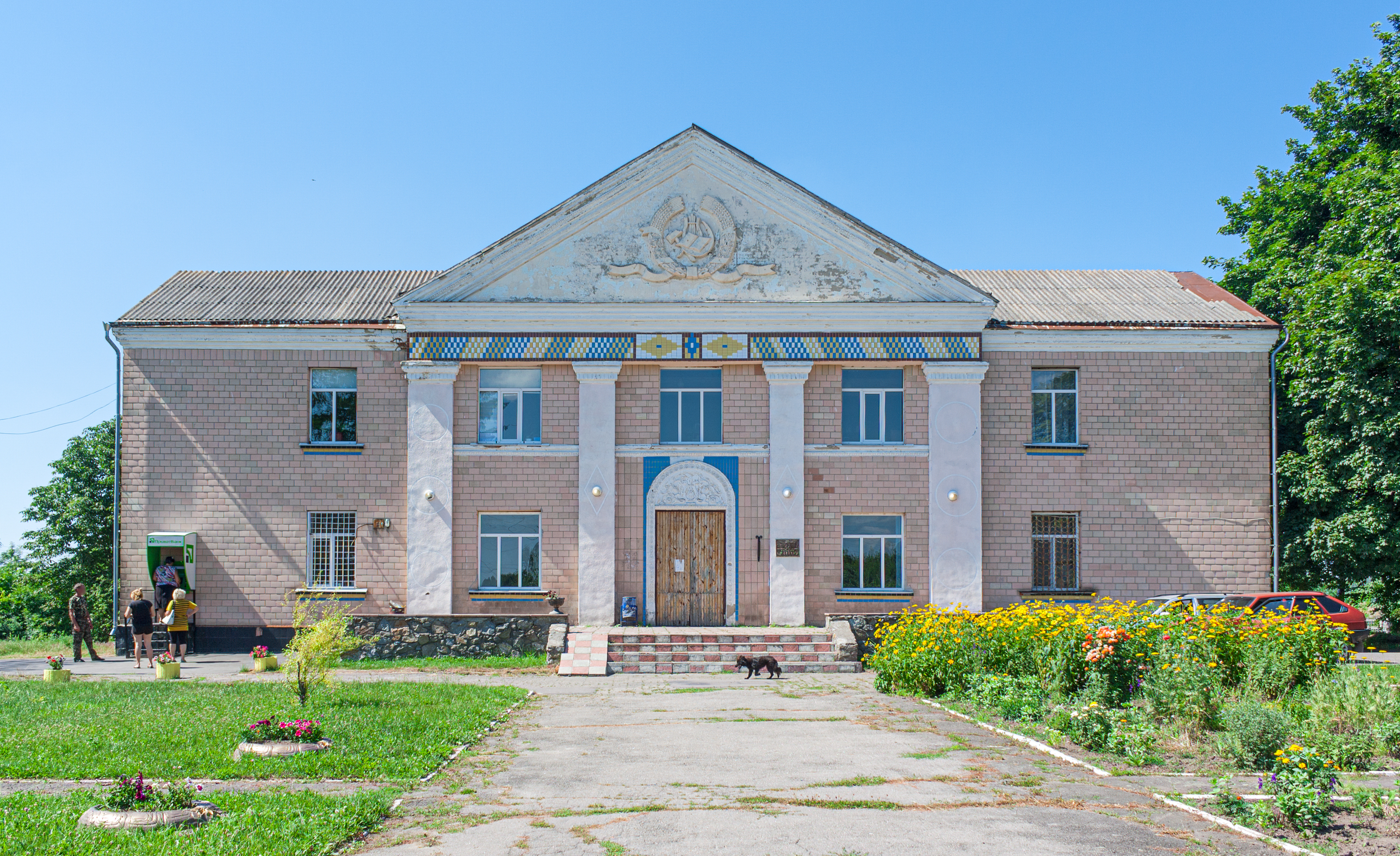
Будинок культури
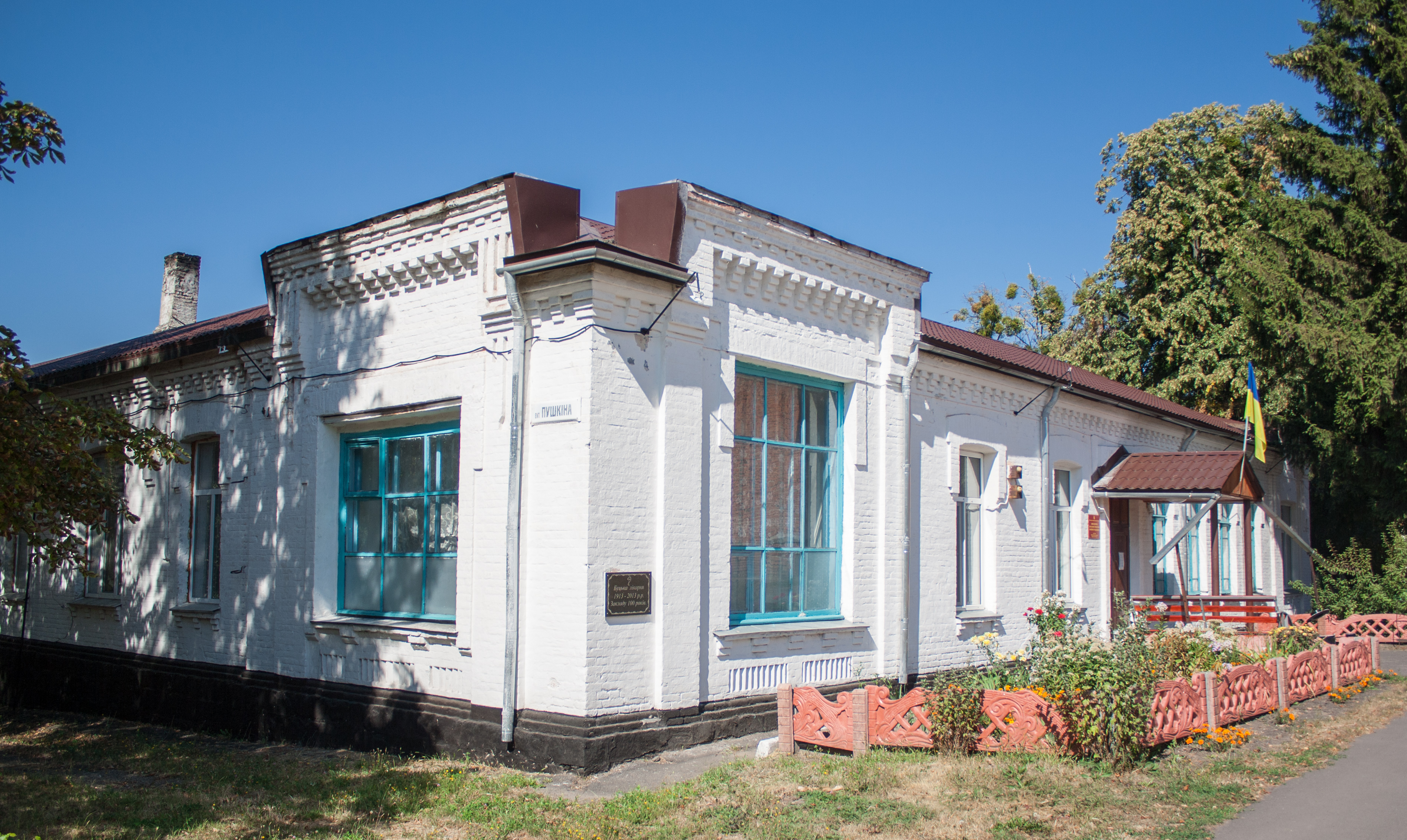
Лікарська амбулаторія
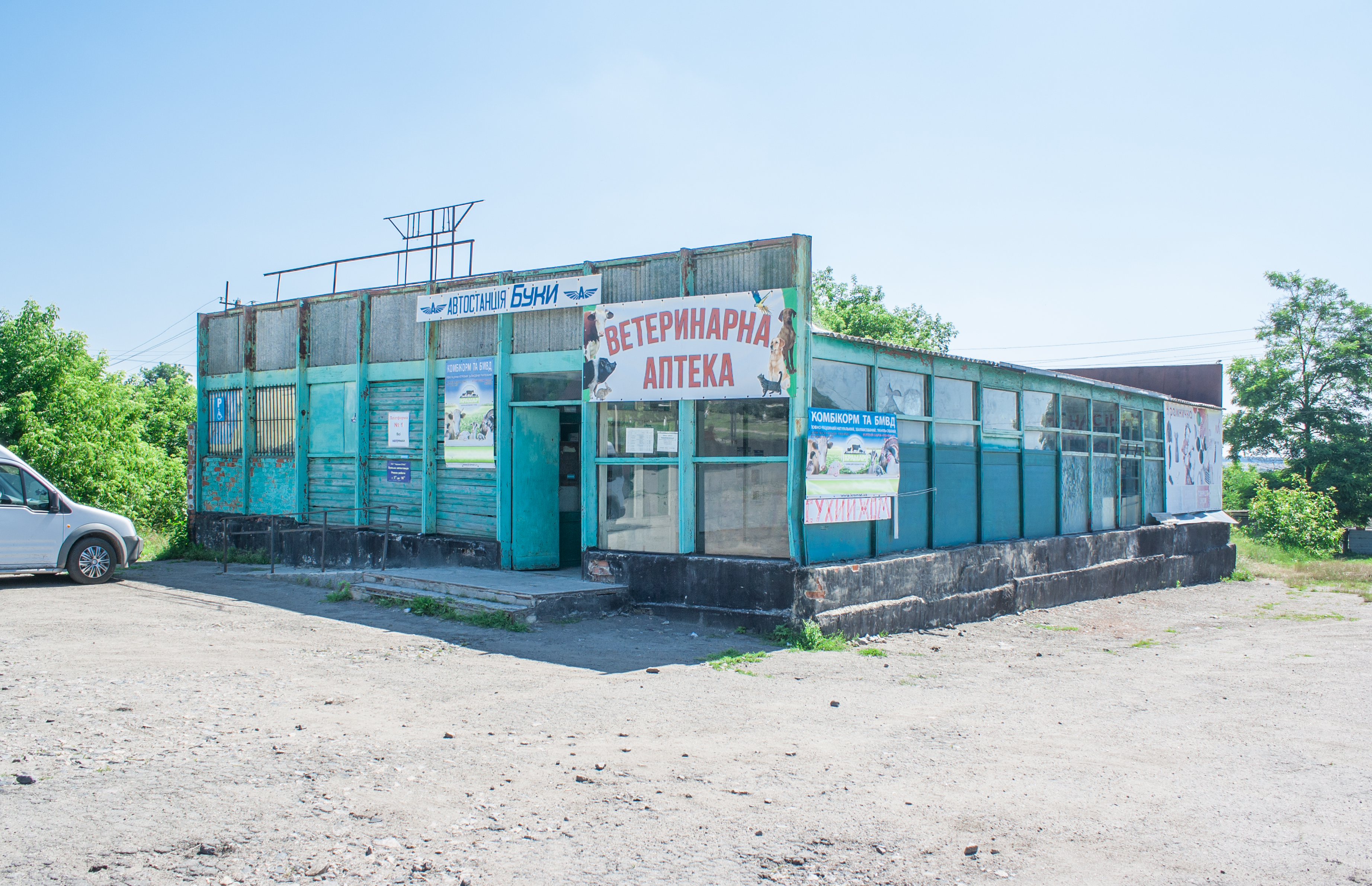
Автостанція
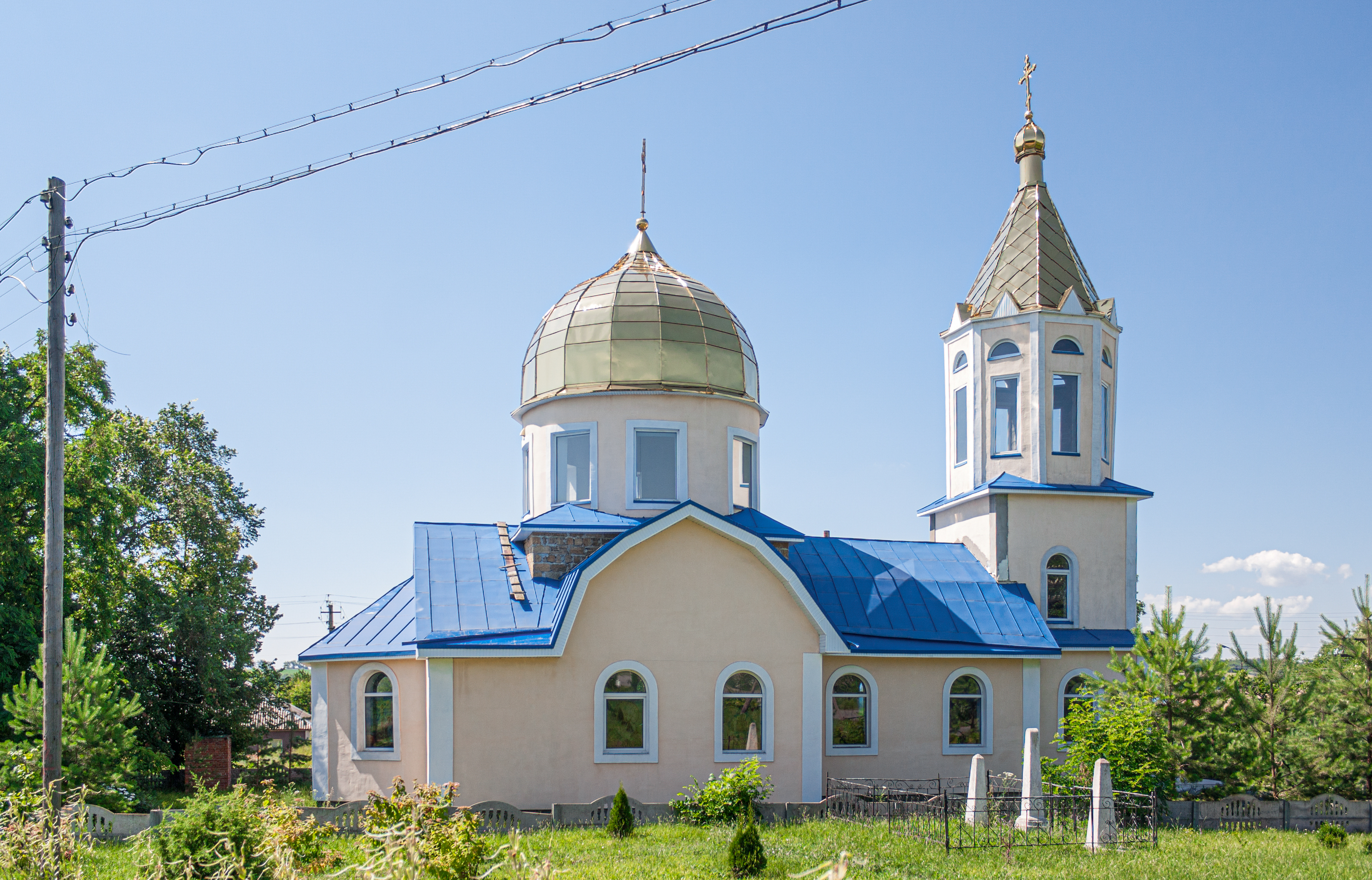
Церква
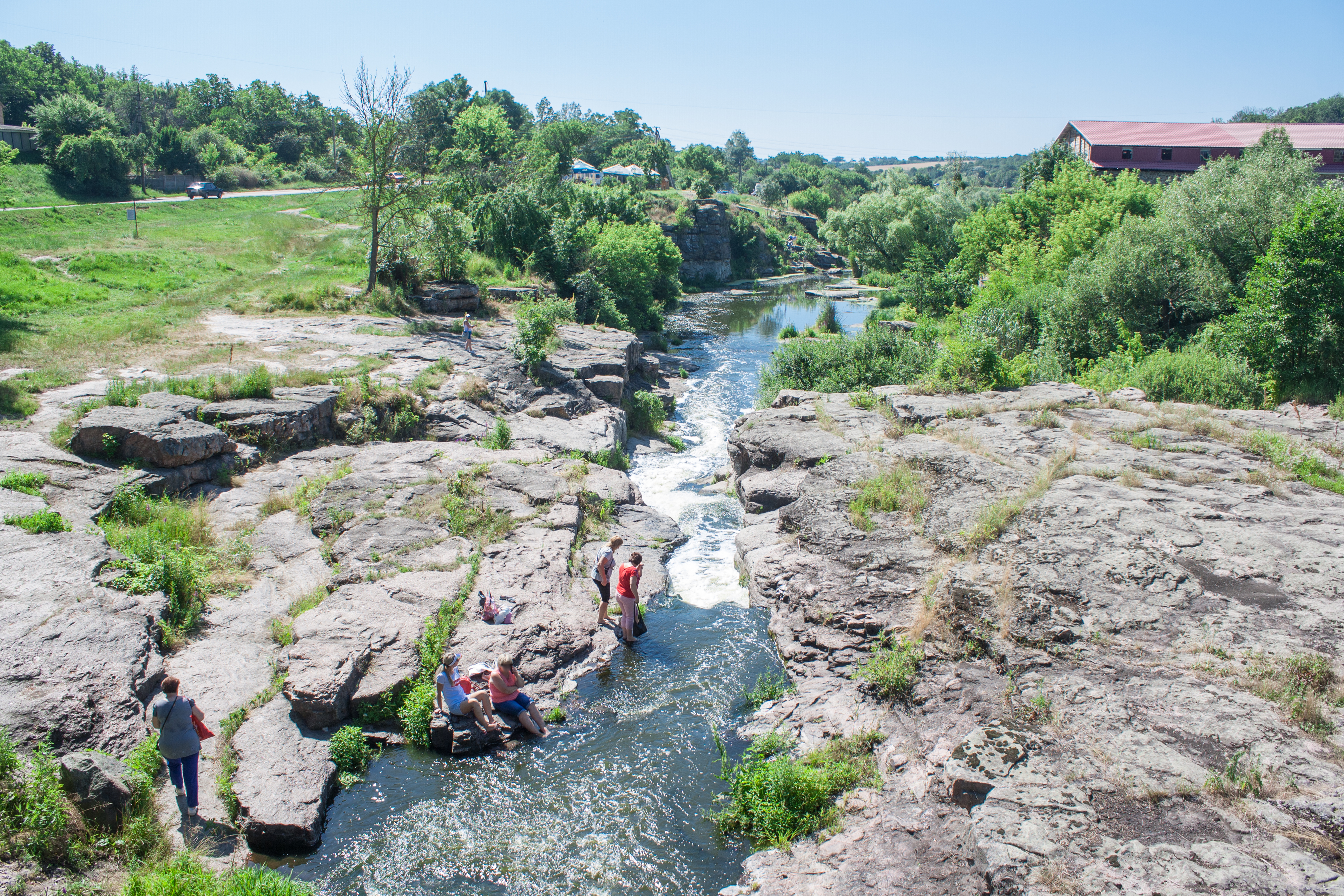
Буцький каньйон
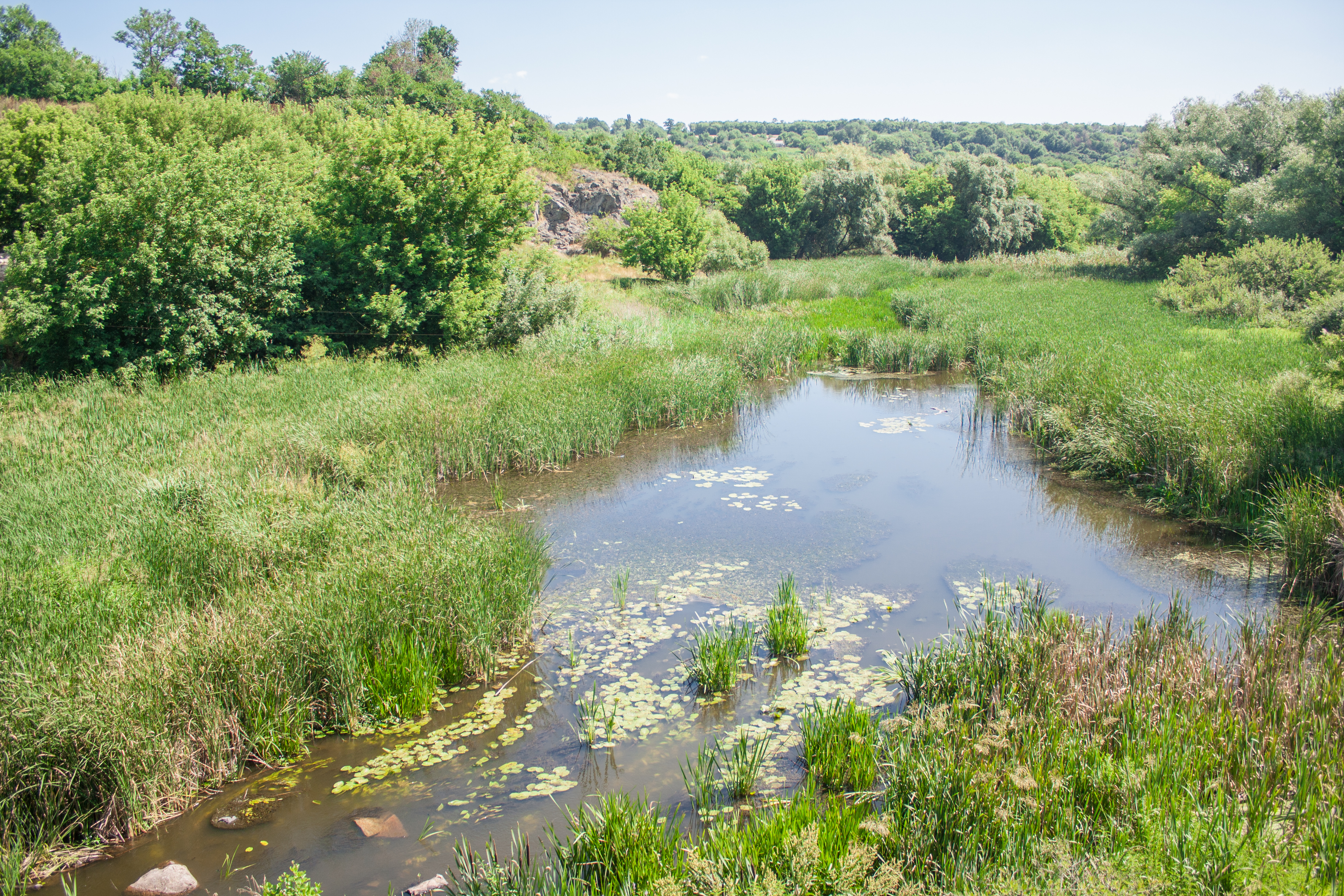
Річка Гірський Тікич
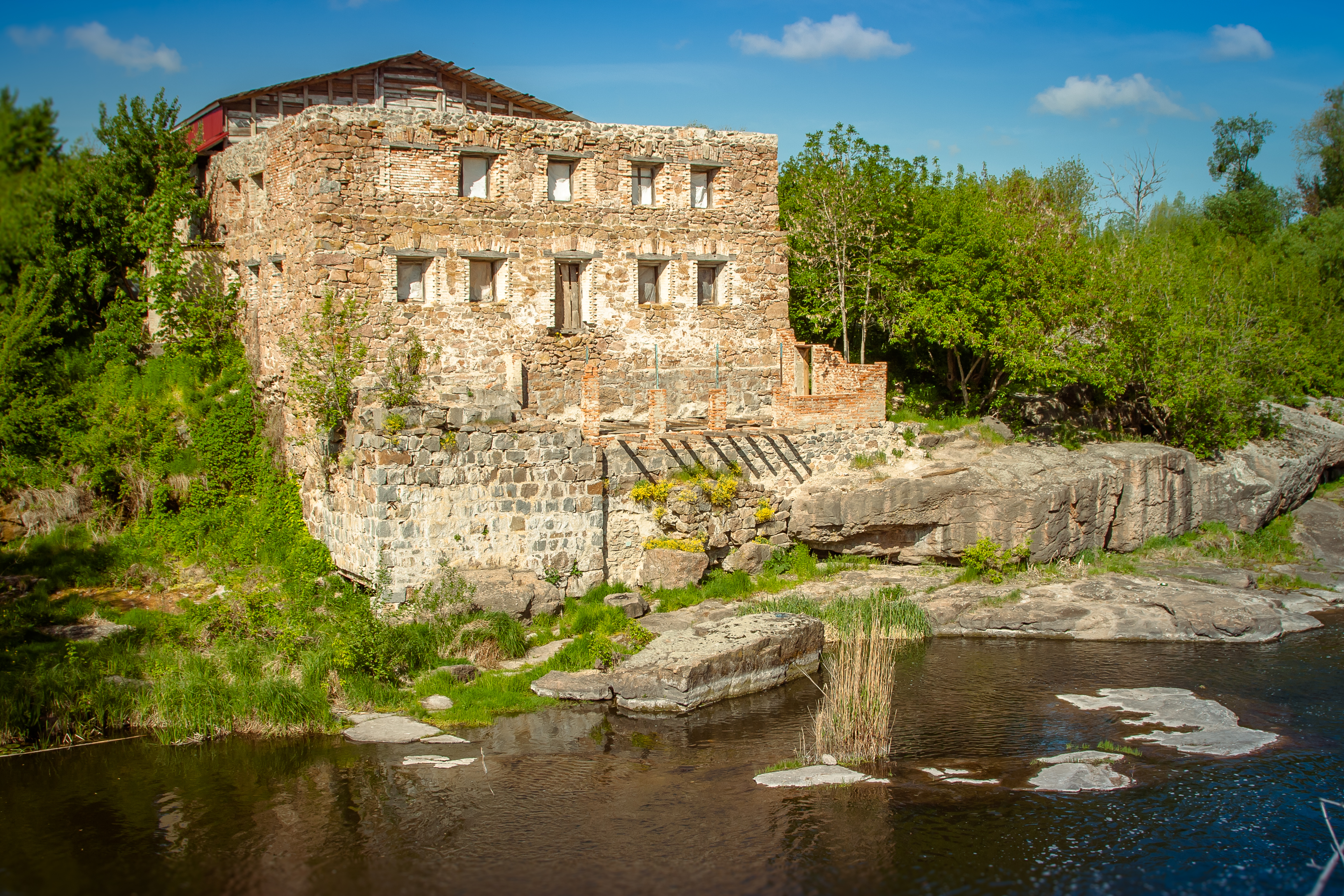
Млин (1838 р.)
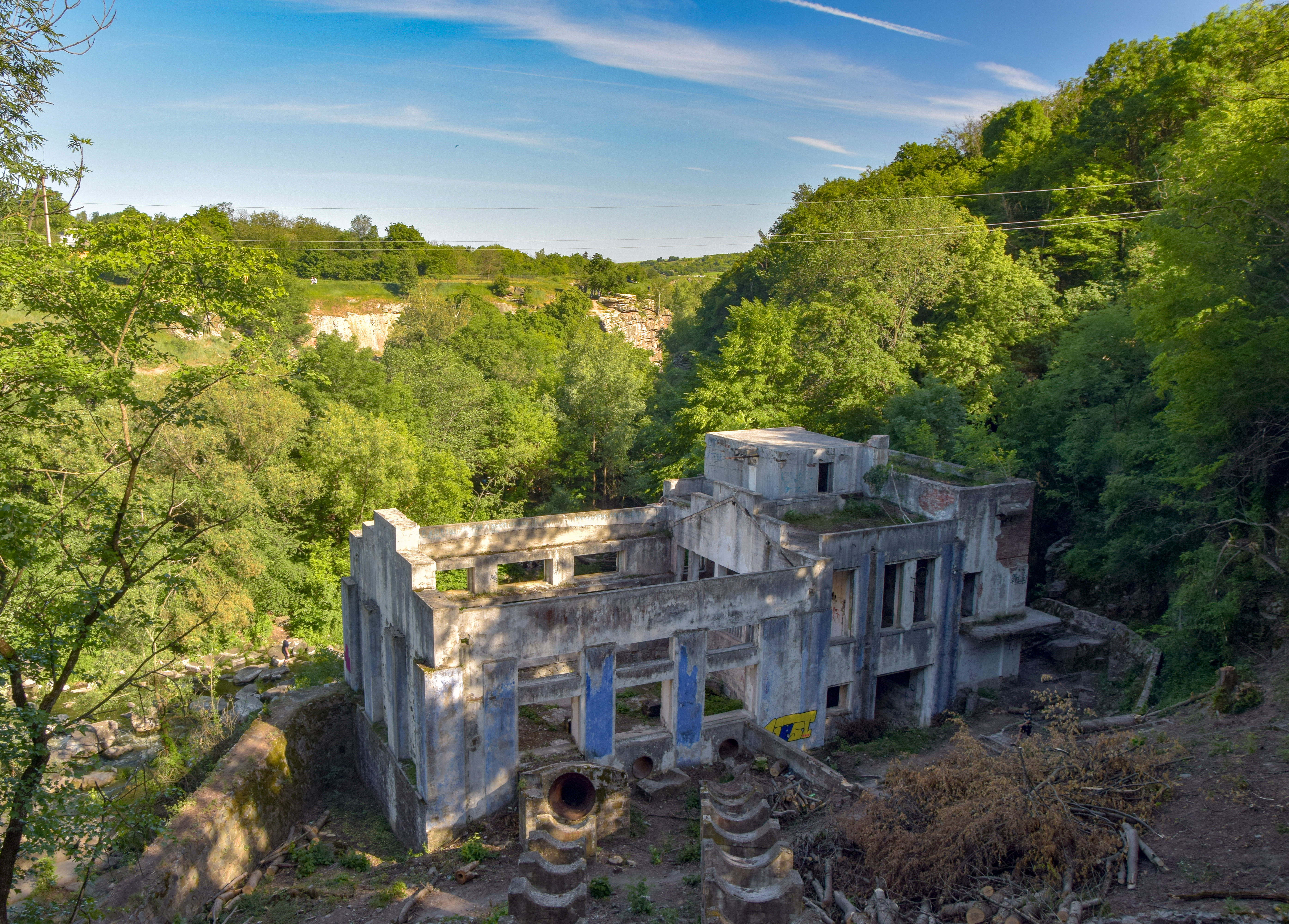
Гідроелектростанція (1927–1929 рр.)
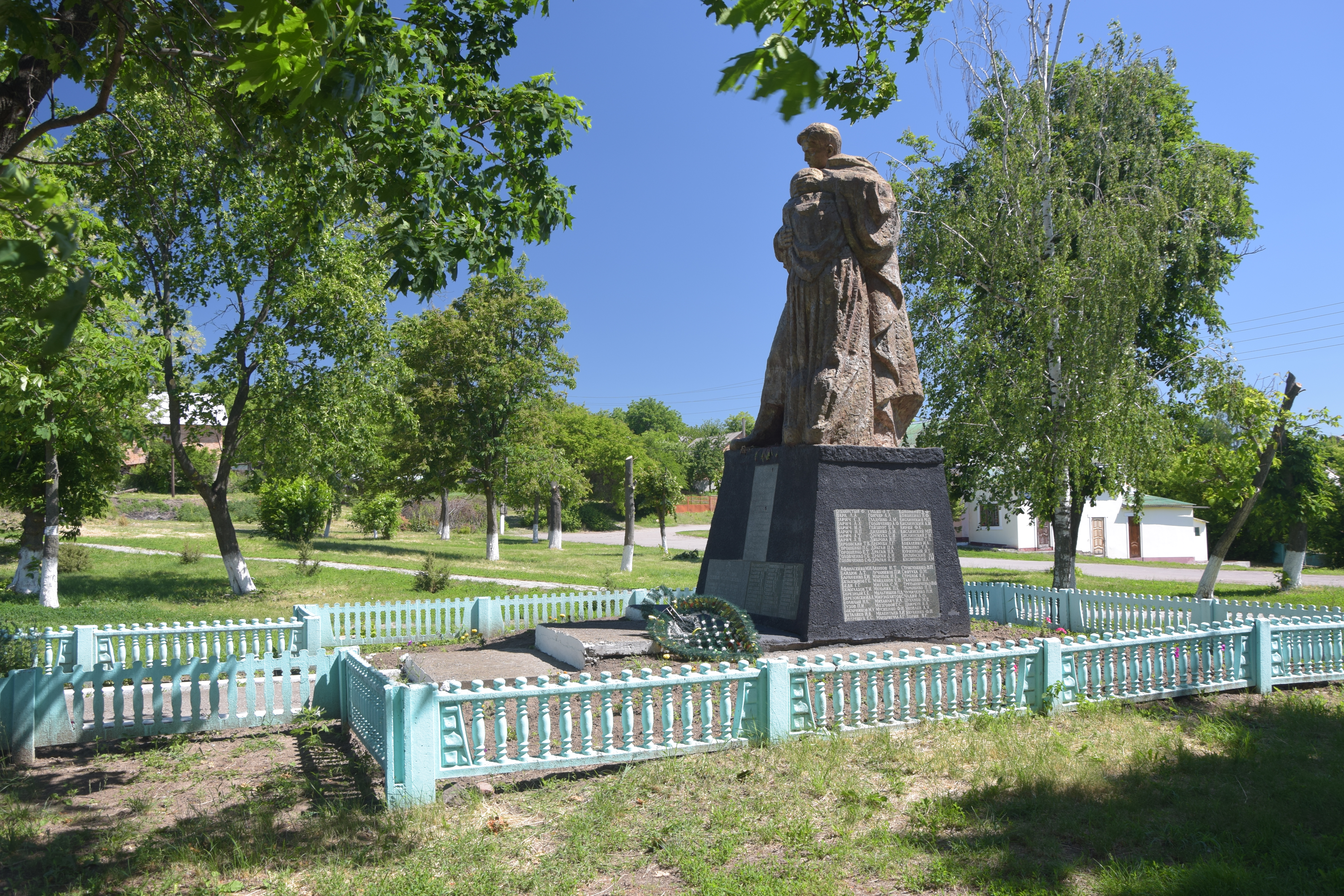
Пам'ятник воїнам-односельцям
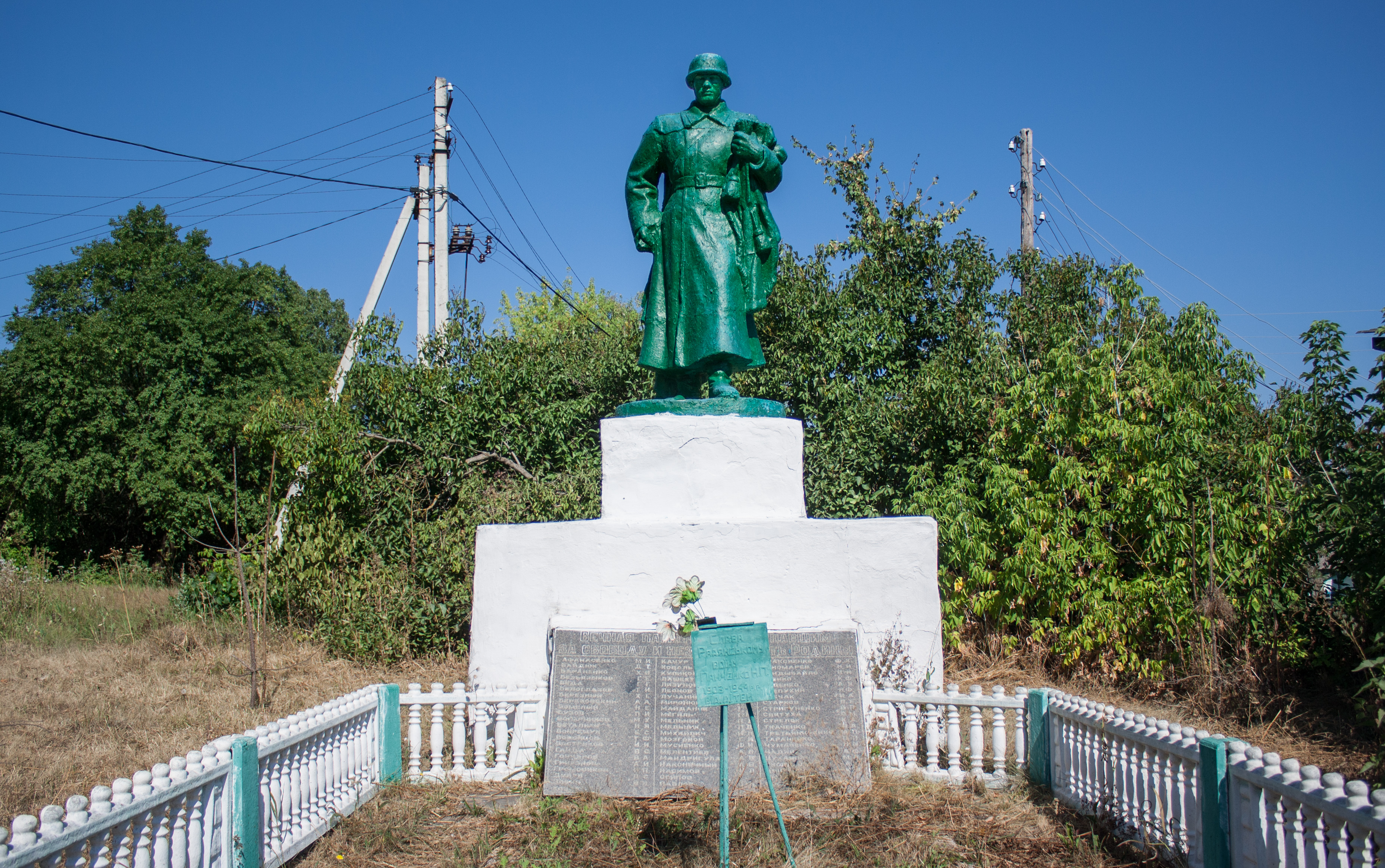
Братська могила радянських воїнів
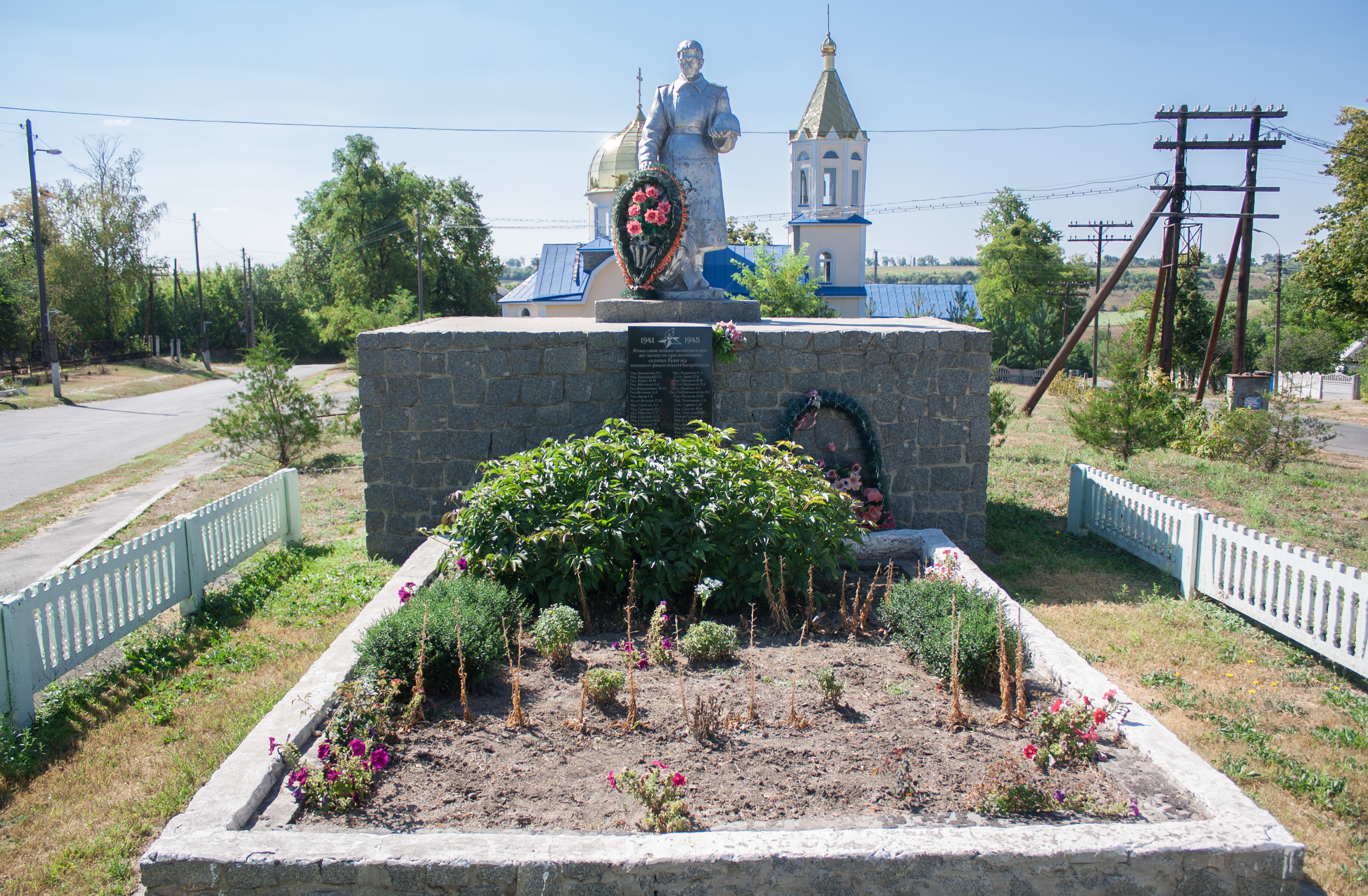
Братська могила радянських воїнів
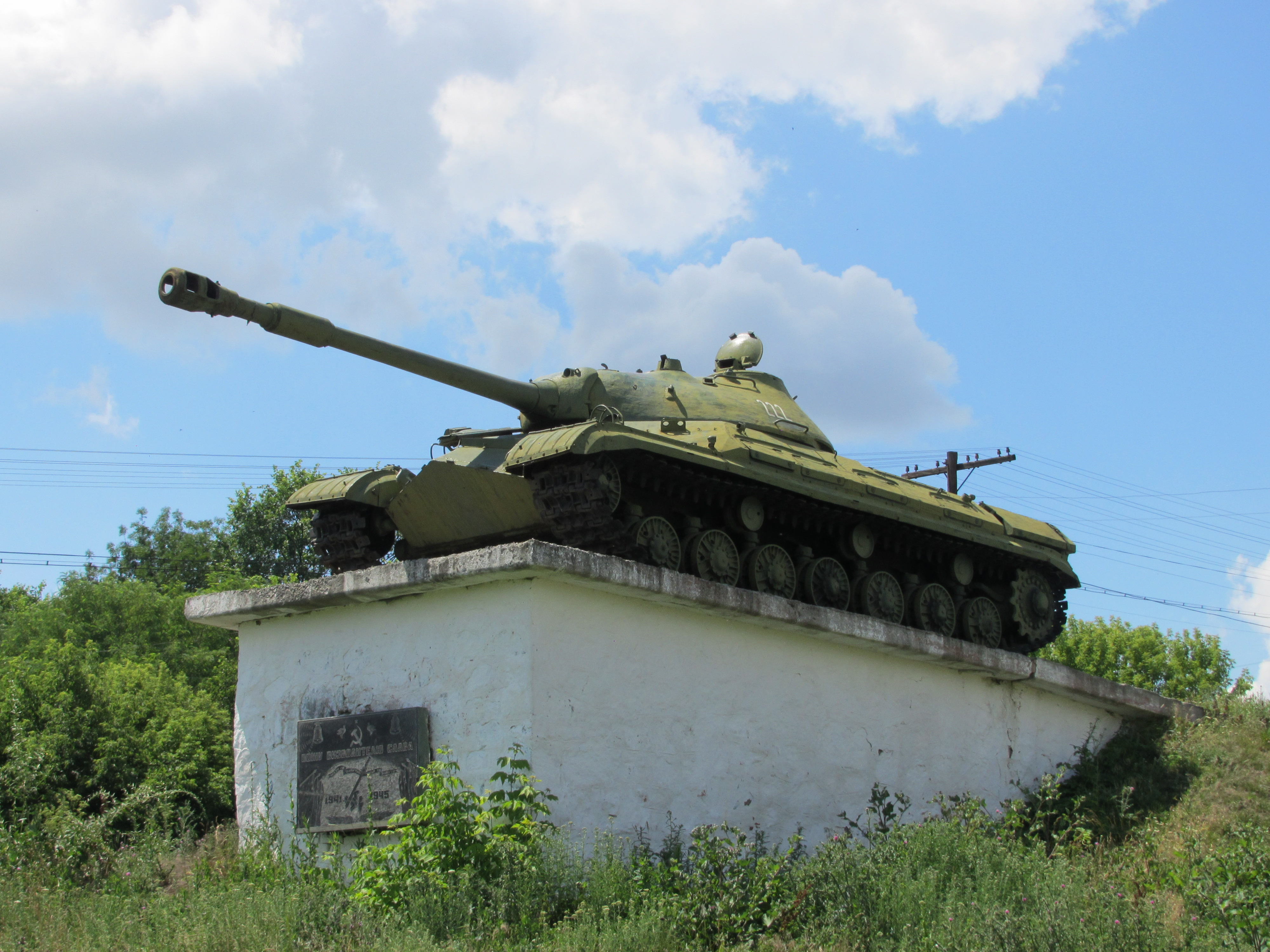
Пам'ятний знак військової слави